# Il grido
Il grido is een Italiaanse dramafilm uit 1957 onder regie van Michelangelo Antonioni. Hij won met deze film de hoofdprijs op het filmfestival van Locarno.

## Verhaal
Aldo werkt als arbeider in een Italiaanse suikerraffinaderij. Zijn geliefde Irma ontdekt dat haar man is gestorven, die naar Australië was vertrokken op zoek naar werk. Aldo suggereert dat zij nu eindelijk kunnen trouwen, maar Irma beweert dat ze van een andere man houdt. Aldo verlaat de stad met hun dochter en ze dolen samen hopeloos door de Povlakte. Hij ontmoet andere vrouwen - zijn dochter laat hij achter bij een van deze vrouwen - maar hij kan Irma niet vergeten. Daarom keert hij terug naar de stad, waar op dat moment wordt gedemonstreerd tegen de bouw van een Amerikaanse militaire luchtmachtbasis op de plaats van de raffinaderij. Hij komt te weten dat Irma in een nieuw huis woont. Hij gaat erheen en ziet haar door een raam met een baby in haar armen. Hij beklimt vervolgens de hoogste toren van de suikerraffinaderij. Irma komt hem tegemoet en ziet hoe hij van de toren valt.

## Rolverdeling
| Acteur             | Personage |
| ------------------ | --------- |
| Steve Cochran      | Aldo      |
| Alida Valli        | Irma      |
| Betsy Blair        | Elvia     |
| Dorian Gray        | Virginia  |
| Lynn Shaw          | Andreina  |
| Gabriella Pallotta | Edera     |
| Mirna Girardi      | Rosina    |